# فهرست قنات‌های شهرستان خور و بیابانک
جدول زیر بر اساس آمار وزارت جهاد کشاورزیتهیه شده‌است. فهرست زیر قنات‌های شهرستان خور و بیابانک در استان اصفهان را نشان می‌دهد.
| نام قنات       | موقعیت                          | نزدیک‌ترین روستا | طول قنات (متر) | تعداد میله چاه | عمق مادر چاه | دبی (لیتر بر ثانیه) | سطح زیر کشت (هکتار) |
| -------------- | ------------------------------- | --------------- | -------------- | -------------- | ------------ | ------------------- | ------------------- |
| امیرآباد       | بخش مرکزی شهرستان خور و بیابانک | امیرآباد        | ۰              | ۰              | ۰            | ۰                   | ۰                   |
| تشتاب          | بخش مرکزی شهرستان خور و بیابانک | تشتاب خور       | ۰              | ۰              | ۰            | ۰                   | ۰                   |
| حسن‌آباد        | بخش مرکزی شهرستان خور و بیابانک | حسین‌آباد خور    | ۰              | ۰              | ۰            | ۰                   | ۰                   |
| حمزه او        | بخش مرکزی شهرستان خور و بیابانک | حمزه او         | ۰              | ۰              | ۰            | ۰                   | ۰                   |
| دهزیر          | بخش مرکزی شهرستان خور و بیابانک | دهزیر           | ۰              | ۰              | ۰            | ۰                   | ۰                   |
| سلام‌آباد       | بخش مرکزی شهرستان خور و بیابانک | سلام‌آباد        | ۰              | ۰              | ۰            | ۰                   | ۰                   |
| شور            | بخش مرکزی شهرستان خور و بیابانک | شور             | ۰              | ۰              | ۰            | ۰                   | ۰                   |
| عباس‌آباد       | بخش مرکزی شهرستان خور و بیابانک | عباس‌آباد        | ۰              | ۰              | ۰            | ۰                   | ۰                   |
| عرب‌آباد        | بخش مرکزی شهرستان خور و بیابانک | عرب‌آباد         | ۰              | ۰              | ۰            | ۰                   | ۰                   |
| عروسان کوره گز | بخش مرکزی شهرستان خور و بیابانک | عروسان کوره گز  | ۰              | ۰              | ۰            | ۰                   | ۰                   |
| نهرود          | بخش مرکزی شهرستان خور و بیابانک | نهرود           | ۰              | ۰              | ۰            | ۰                   | ۰                   |
| هیدز           | بخش مرکزی شهرستان خور و بیابانک | هیدز            | ۰              | ۰              | ۰            | ۰                   | ۰                   |
| کلاته خان      | بخش مرکزی شهرستان خور و بیابانک | کلاته خان       | ۰              | ۰              | ۰            | ۰                   | ۰                   |
| کلاته غو خور   | بخش مرکزی شهرستان خور و بیابانک | کلاغو           | ۰              | ۰              | ۰            | ۰                   | ۰                   |
| کلاته کمال     | بخش مرکزی شهرستان خور و بیابانک | کلاته کمال      | ۰              | ۰              | ۰            | ۰                   | ۰                   |
| کوره گز        | بخش مرکزی شهرستان خور و بیابانک | کوره گز         | ۰              | ۰              | ۰            | ۰                   | ۰                   |
| گزان پشت       | بخش مرکزی شهرستان خور و بیابانک | گزان پشت        | ۰              | ۰              | ۰            | ۰                   | ۰                   |